# Baihua
El Baihua o xinès vernacle és el xinès estàndard (xinès simplificat : 白话文; xinès tradicional: 白話文 i pinyin : báihuà wèn) són les formes del xinès escrit basades en les varietats de xinès parlats a tota la Xina, en contrast amb el xinès clàssic, l'estàndard escrit utilitzat durant la Xina imperial fins a principis del segle XX.

## Història
Durant la dinastia Zhou (1046–256 aC), el xinès antic era la forma parlada i escrita del xinès, i s'utilitzava per escriure textos xinesos clàssics. A partir del Qin (221 aC), però, el xinès parlat va començar a evolucionar més ràpidament que no pas escrit. La majoria de la població, no educada en xinès clàssic, podia comprendre molt poc els textos escrits o impresos. L'alfabetització en xinès clàssic es va convertir en sinònim d'educació superior i, a causa de la dificultat associada amb el domini de la forma i l'escriptura dels propis caràcters, els reformadors del segle xx van donar suport a la reforma lingüística, com ara la vernacularització i la simplificació dels caràcters, per fer l'alfabetització i l'educació més accessible. Durant els Ming i Qing (1368–1912), la llengua vernacle va començar a utilitzar-se a les novel·les, però l'escriptura formal va continuar utilitzant el xinès clàssic, excepte uns quants periòdics Qing baihua que van ser inicialitzats per agències importants i pioners locals.
A partir dels anys 20 el xinès literari va deixar pas definitivament al baihua que és l'estil d'escriptura més utilitzat a avui a la Xina. Això va ser fruit dels aires modernitzadors dels intel·lectuals de finals de segle xix i començaments del xx. La majoria dels diaris, llibres i publicacions de l'Administració i textos legals estaven escrits en xinès vernacle. El govern l'imposà a les escoles primàries (a les universitats va trigar més).
Segons el registre que se li vulgui donar a un escrit s'aconsegueix aproximar-lo al xinès literari (seria l'equivalent al cas del català quan es fa servir un vocabulari arcaic o s'empren frases en llatí).
Durant la dinastia Zhou (1046–256 BC), el xinès arcaic era el que es feia servir en la llengua escrita i parlada. A partir de la dinastia Ming i de la dinastia Qin el xinès escrit comença a evolucionar i a diferenciar-se cada cop més del xinès parlat. Amb el temps, el xinès literari i el xinès vernacle es van distanciant tant que la llengua oficial cada cop era més difícil per al poble i la llengua vernacla ja no es limitarà a ser oral, també es farà servir en textos escrits.
Es considera Jin Shengtan com el pioner de la literatura en estil baihua. Però la seva difusió s'inicià amb el moviment nacionalista del 4 de maig del 1919. L'escriptor Lu Xun, Chen Duxiu fundador del Partit Comunista i altres intel·lectuals ajuden que el baihua vagi guanyant terreny, considerant el wényán, elitista, una relíquia del passat.
Els reformistes no formaven un grup monolític, es divideixen entre els favorables als canvis graduals i els partidaris dels canvis radicals (com era imposar l'alfabet llatí).
Per evitar ambigüitats amb el xinès parlat en diferents territoris, es recomana que en comptes de baihua es citi xinès escrit estàndard.
Malgrat tot, el xinès literari encara s'ensenya a la Xina continental, a Taiwan (on és molt popular), a Hong Kong i a Macau.